# Tayshir
Tayshir (mongoliska: Тайшир Сум, Тайшир, Tayshir Sum) är ett distrikt i Mongoliet.   Det ligger i provinsen Gobi-Altaj, i den västra delen av landet, 800 km väster om huvudstaden Ulaanbaatar.